# Hyperchiria
Hyperchiria é um gênero de mariposa pertencente à família Saturniidae.

## Espécies
O gênero inclui diversas espécies:
- Hyperchiria acuta (Conte, 1906)
- Hyperchiria acutapex Brechlin & Meister, 2010
- Hyperchiria aniris (Jordan, 1910)
- Hyperchiria australoacuta Brechlin & Meister, 2010
- Hyperchiria carabobensis Brechlin & Meister, 2010
- Hyperchiria columbiana Brechlin & Meister, 2010
- Hyperchiria cuscoincisoides Brechlin & Meister, 2010
- Hyperchiria extremapex Brechlin & Meister, 2010
- Hyperchiria guetemalensis Brechlin & Meister, 2010
- Hyperchiria incisa Walker, 1855
- Hyperchiria incisoides Brechlin & Meister, 2010
- Hyperchiria jinotegaensis Brechlin & Meister, 2010
- Hyperchiria meridaensis Brechlin & Meister, 2010
- Hyperchiria misionincisoides Brechlin & Meister, 2010
- Hyperchiria nausica (Cramer, 1779)
- Hyperchiria nausioccidentalis Brechlin & Meister, 2010
- Hyperchiria orodina (Schaus, 1906)
- Hyperchiria plicata (Herrich-Schaeffer, 1855)
- Hyperchiria sanjuensis Brechlin & Meister, 2010
- Hyperchiria schmiti Meister & Storke, 2004